# Pfarrkirche Fraxern

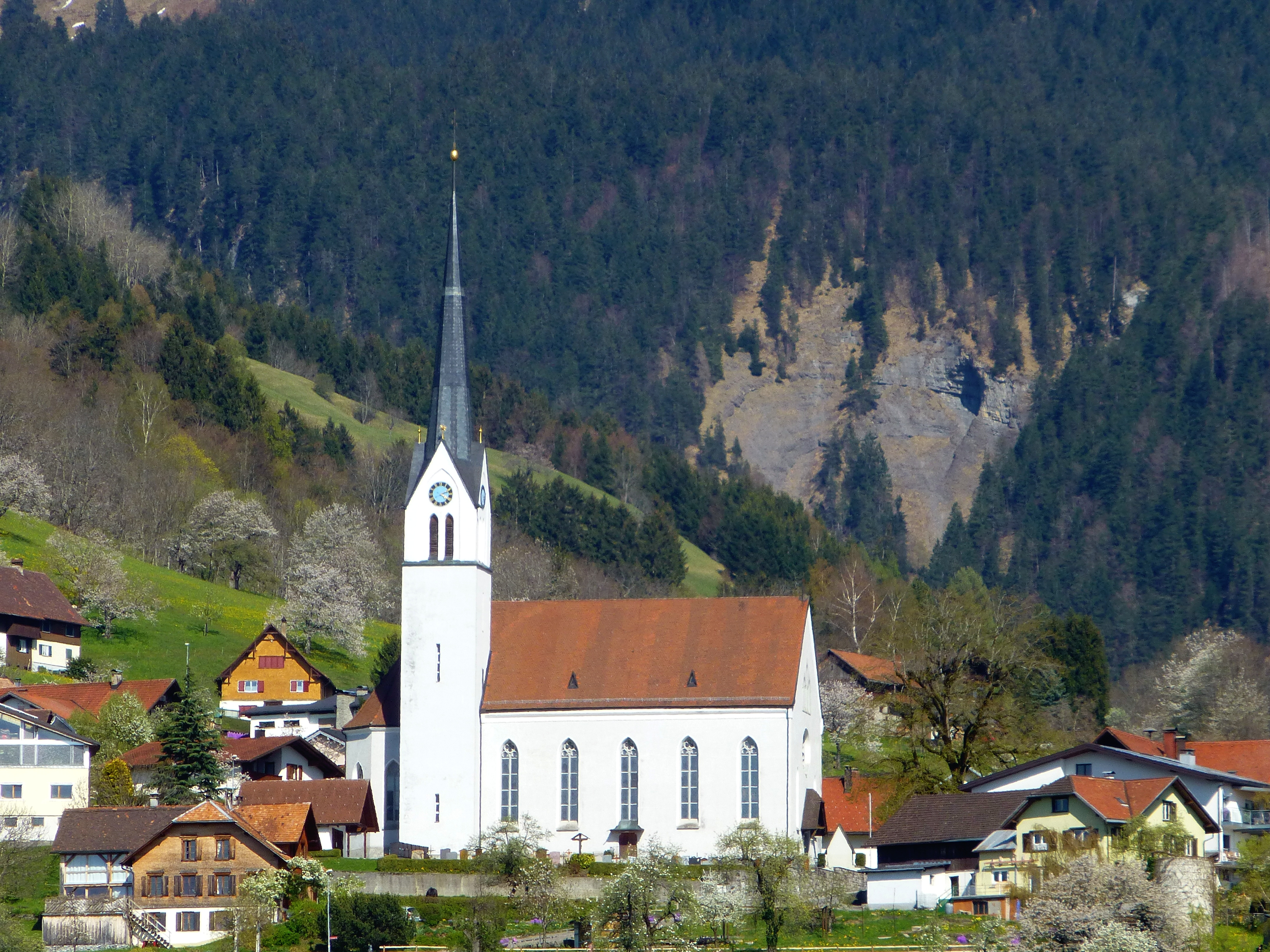
Kath. Pfarrkirche hl. Jakobus der Ältere in Fraxern von Westen

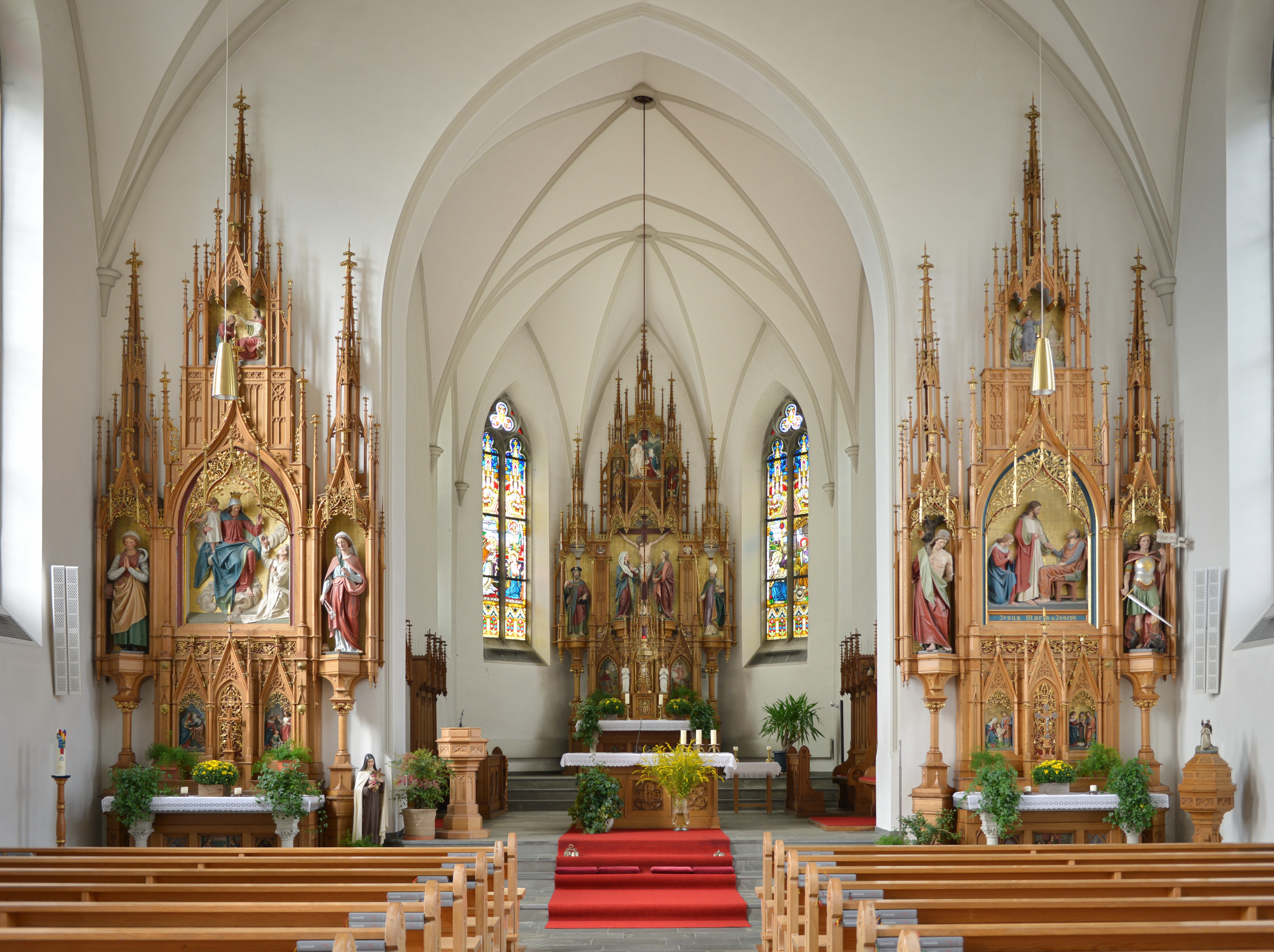
Im Langhaus zum Chor

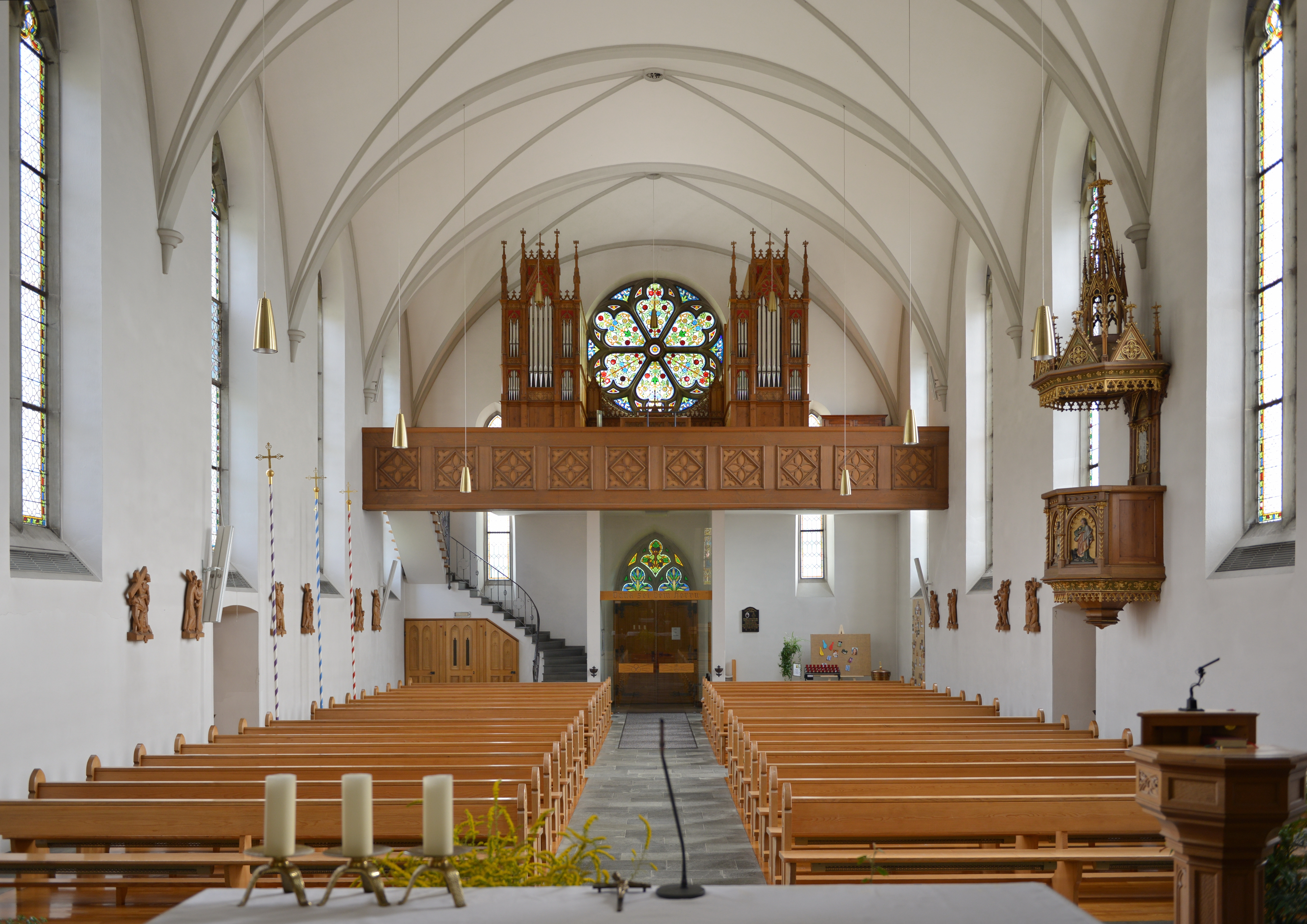
Im Langhaus zur Orgelempore

Die römisch-katholische Pfarrkirche Fraxern steht in der Gemeinde Fraxern im Bezirk Feldkirch in Vorarlberg. Die auf den heiligen Jakobus der Ältere geweihte Pfarrkirche gehört zum Dekanat Rankweil der Diözese Feldkirch. Die Kirche und der Friedhof stehen unter Denkmalschutz (Listeneintrag).

## Geschichte
Urkundlich wurde 1502 eine Kapelle und Pfarre genannt. An der Stelle einer Kirche wurde von 1900 bis 1911 ein Kirchenneubau mit den Architekten Anton Wilhelm und Michael Keckeis und dem Zimmermeister Simon errichtet. Die Kirche wurde 1905 geweiht.

## Architektur
An das hohe neugotische Langhaus unter einem Satteldach schließt ein eingezogener niedrigerer Chor an. Der Nordturm steht am Chor. Südlich am Chor ist eine zweigeschoßige Sakristei angebaut. Nördlich schließt ein ummauerter Friedhof an.

## Ausstattung
Den Hochaltar als Aufbau mit den Figuren schuf Fidelis Rudhart (1901).

### Orgel
Von der ursprünglichen Orgel von Anton Behmann ist nur noch das neogotische Gehäuse erhalten. Karl Göckel füllte es 1998 mit seinem Opus 35, einer zweimanualigen Orgel mit mechanischen Spiel- und Registertrakturen mit 20, ein romantisches Klangbild ergebenden Registern.